# 와타리촌 (돗토리현 사이하쿠군)
와타리촌(渡村)은 돗토리현 사이하쿠군에 설치되었던 촌이다. 현재의 사카이미나토시에 해당한다.